# سارا براون
سارا براون (۱۷ دسامبر ۱۸۶۳–۲۲ آوریل ۱۹۵۵) یک تاجر شیلیایی متولد لتونی بود که به یکی از کارفرمایان اصلی در پاتاگونیا تبدیل شد. این خانواده پس از مهاجرت با خانواده اش از امپراتوری روسیه برای فرار از آزار و شکنجه به دلیل میراث یهودی، در اروپا گشت و سپس در آرژانتین و پاراگوئه به دنبال کار خود گشتند، قبل از اینکه در سال ۱۸۷۴ به ماگالان، معروف به پونتا آرناس، مهاجرت کنند.
براون که در سیستم مدارس دولتی تحصیل کرده بود، به زودی به پدرش پیوست تا به اداره انبار دریایی خوزه نوگیرا، رئیس حمل و نقل دریایی پرتغالی که در سال ۱۸۸۷ با او ازدواج کرد، کمک کند. این دو برای ساختن یک امپراتوری تجاری با هم همکاری کردند. هنگامی که نوگیرا در سال ۱۸۹۳ درگذشت، براون اجاره‌های خود را به زمین گرفت تا در تیره دل فوگو فرود آید و منافع تجاری، صنعتی و حمل و نقل وی را تحت کنترل خود در بیاورد. وی همچنین یک خانه بازرگانی واردات و گروهی از انبارها تأسیس کرد و یکی از اولین زنانی بود که در این منطقه تجارت می‌کرد.
وی با کمک برادرش، مائوریسیو براون، در اوت انجمن سوسیه داد اکسپلوتادورا د تیره دل فوگو (انجمن بهره‌برداری از تیره دل فوگو) را تأسیس کرد. در سال ۱۸۹۳ به کار پرورش گوسفند پرداخت. آنها از طریق روابط خانوادگی و تجارت هوشمندانه یک شرکت انحصاری ایجاد کردند که پرورش گوسفند را در منطقه کنترل می‌کرد و به‌طور قابل توجهی بر توسعه جنوب شیلی تأثیر می‌گذاشت.
براون که در بسیاری از کارهای خیرخواهانه شرکت داشت، به خاطر خیرخواهی اش جشن گرفته شد. بعداً بورس تحصیلی تاریخ خانواده براون و شرکای تجاری آنها در خانواده مندز در نسل‌کشی مردم سلک نام را کشف کرد. عمارت وی به عنوان یک موزه در پونتا آرناس حفظ شده‌است و بنیاد سارا براون که در هنگام مرگ وی تأسیس شد، بودجه بورس تحصیلی را برای تحصیلات عالی به دانشجویان ارائه می‌دهد.

## اوایل زندگی
سارا براون در ۱۷ دسامبر ۱۸۶۲ در تالسی، در کورلند (لتونی فعلی) در امپراتوری روسیه از سوفیا همبرگر و الیاس براون متولد شد. وی از بین هفت خواهر و برادر بزرگترین فرد بود: موریسیو، اسکار، آنا، فانی، مایر و خوان. پدرش قلع کاری و خانواده از میراث یهودی بودند.
به دلل تهدید آزار و اذیت یهودیان در قلمروی اسکان، خانواده در خارج از کشور نقل مکان کرد، برای اولین بار تور اروپا و سپس در حل و فصل بوئنوس آیرس، آرژانتین، در سال ۱۸۲۷ در سفر پاراگوئه و آرژانتین به دنبال کار بودند. در آن زمان، گیلرمو بلست گانا، یک دیپلمات شیلیایی، به دنبال جذب نیروهایی برای نقل مکان در منطقه ماگالانز کشورش بود. خانواده براون توافق کردند که در سال ۱۸۷۴ به ماگالان، که اکنون به پونتا آرناس معروف است، سفر کنند. آنها با پیوستن به ۴۶ مهاجر دیگر، در فوریه همان سال، زمانی که براون ۱۲ ساله بود، وارد این کشور شدند.

## حرفه

### در آغاز کار
براون که در مدرسه دولتی در ماگالان تحصیل کرد، به والدینش کمک کرد تا خواهر و برادر کوچکترش را تربیت کنند. هنگامی که خانواده در جامعه شهر ادغام شدند، آنها با خوزه نوگیرا، بزرگ کشتی حمل و نقل پرتغالی دیدار کردند. پدر براون اعتماد نوگیره را جلب کرد و برای نظارت بر انبار نیروی دریایی وی استخدام شد و سارا در اداره انبار به پدرش کمک کرد.
در اواسط دهه ۱۸۸۰، نوگیرا به یکی از ثروتمندترین تاجران منطقه تبدیل شد و از براون خواستگاری کرد. این زوج در سال ۱۸۸۷ ازدواج کردند، زمانی که نوگویرا ۴۲ ساله و سارا ۲۴ ساله بود. نوگویرا به همراه همسرش و خانواده اش قصد داشت در مناطق جنوبی برای ایجاد سرمایه از فرصت‌های کشاورزی مشاغل ایجاد کند، اما قبل از تحقق کامل آن درگذشت. براون به‌طور فعال در مشاغل Braun Nogueira مشغول بود، و مشاوره و دیدگاه خود را به همسرش ارائه می‌داد. در آوریل ۱۸۸۹، نوگیرا توانست اجاره ۱۸۰٬۰۰۰ هکتار (۴۴۰٬۰۰۰ جریب فرنگی) زمین فوگیز را از دولت تأمین کند و هفت ماه بعد، برادر همسرش موریسیو براون ۱۷۰٬۰۰۰ هکتار (۴۲۰٬۰۰۰ جریب فرنگی) اجاره کرد.
سال بعد نوگیرا به همراه براون اجاره بیست ساله برای ۱٬۰۰۹٬۰۰۰ هکتار (۲٬۴۹۰٬۰۰۰ جریب فرنگی) زمین اضافی از دولت رئیس‌جمهور خوزه مانوئل بالماچدا با این شرط که یک انجمن تجاری شیلی برای اجرای پروژه تأسیس کرد، به دست آورد. در مجموع، این اجاره‌ها به نوگیرا و نزدیکان وی امکان کنترل یک سوم از ۳٬۰۰۰٬۰۰۰ هکتار (۷٬۴۰۰٬۰۰۰ جریب فرنگی) زمین موجود در Tierra del Fuego را داد.
برای پاسخگویی به شرکت شیلیایی بودن شرکت (همان‌طور که در آن زمان نه نوگیرا و نه براون نبودند) نوگیرا توافق کرد که یک سوم حقوق اجاره خود را به رامون سرانو مونتانر بفروشد. نوگیرا پیش از آنکه بتواند ادغام اتحادیه سوسیه داد اکسپلوتادورا د تیرا دل فوگو (جامعه بهره‌برداری از تیره دل فوگو)  برادران مائوریسیو و اسکار، «تبدیل شدن به اولین زن تاجر در تاریخ ماگالان».

### انجمن بهره‌برداری از تیرا دل فوگو
براون که به جز علاقه سرانو به املاک شوهرش ارث برده بود، برای مشاوره در مورد چگونگی تسویه بدهی با سررانو به برادرش مائوریسیو مراجعه کرد. سرانو پس از مذاکره ای دشوار بین این دو نفر، به جای اجاره، قبول کرد که صد سهام سهام شرکت را بپذیرد. این شرکت در تاریخ 31 August 1893. سهامداران عمده براون، برادرش مائوریسیو و بقیه خانواده آنها بودند. خوان بلانچارد، شریک شرکت Braun & Blanchard ;  و پیتر اچ مک کللند، رئیس شرکت دانکن، فاکس و شرکت آموزشی ویبولیتین   این گروه تقریباً نیمی از سهام شرکت را کنترل می‌کرد. مانده سهام، به منظور اطمینان از اکثریت سرمایه گذاران شیلیایی، متعلق به افراد مختلفی از مگالان و والپارایسو بود. در ابتدا این شرکت به کار گوسفندی، و حراج دام و زمین مشغول بود. 
علاوه بر اجاره زمین در پاتاگونیا، براون سایر منافع تجاری، صنعتی و حمل و نقل نوگیرا را به ارث برد و یک خانه بازرگانی واردات و گروهی از انبارها تأسیس کرد.    یک شرکت دام سازی ایجاد کرد و واردات گوسفند را آغاز کرد. در ابتدا، این تجارت همچنین مدیران خارجی و مناقصه‌های گوسفند و همچنین فن آوری صنعتی را برای تجهیز مزرعه برای قیچی و پردازش پشم به ارمغان آورد. با رشد شرکت، کارگران محلی آموزش دیدند تا بسیاری از مناصب شرکت را به عهده بگیرند. شهرت جامعه بهره‌برداری برای تأمین هزینه‌های کارگران، که شامل اجازه کارگران برای خرید مواد غذایی اعتباری تا استخدام فصلی بعدی بود، این تجارت را به یک کارفرمای محبوب تبدیل کرد. 

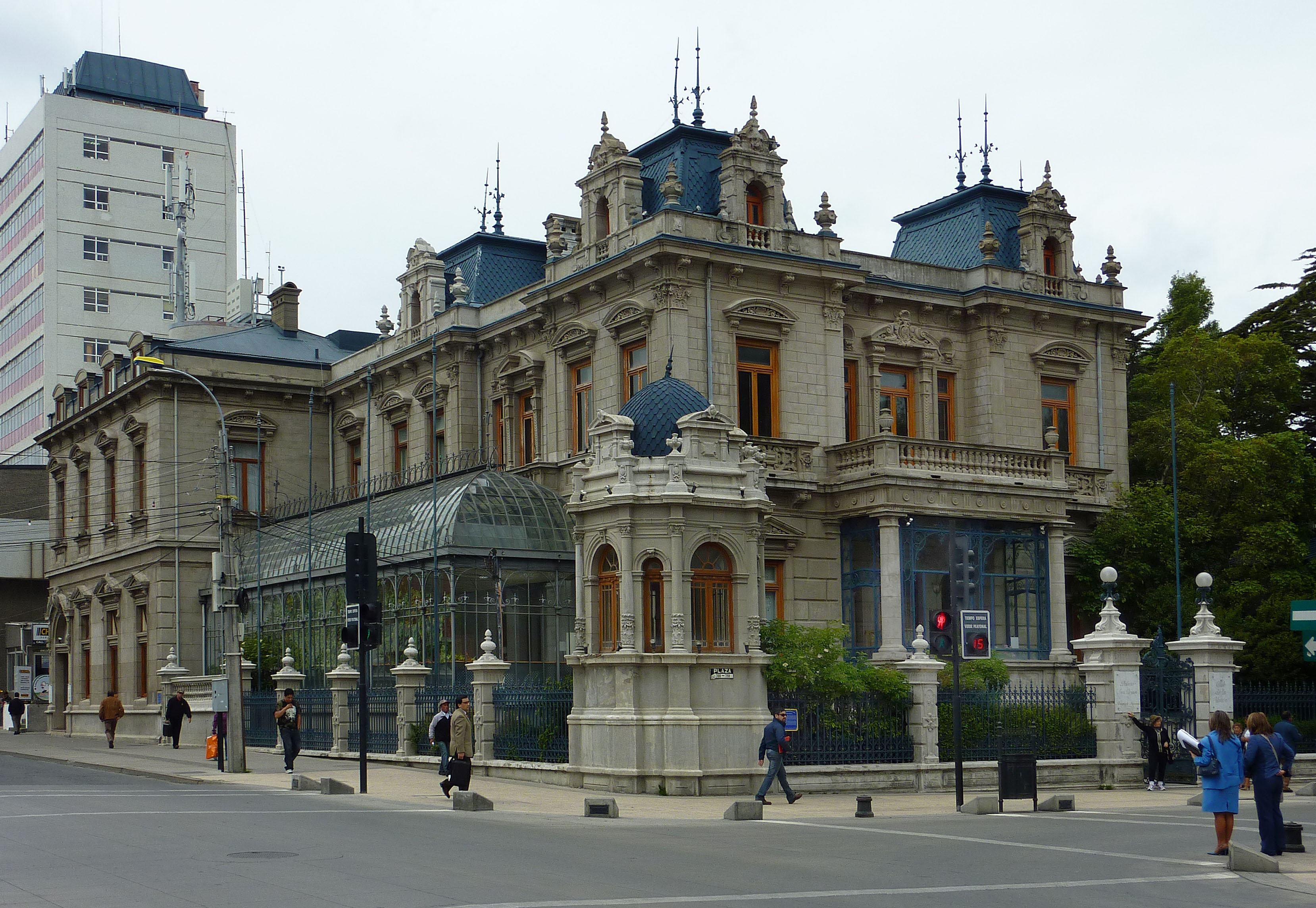
پالاسیو سارا براون، نمای خارجی

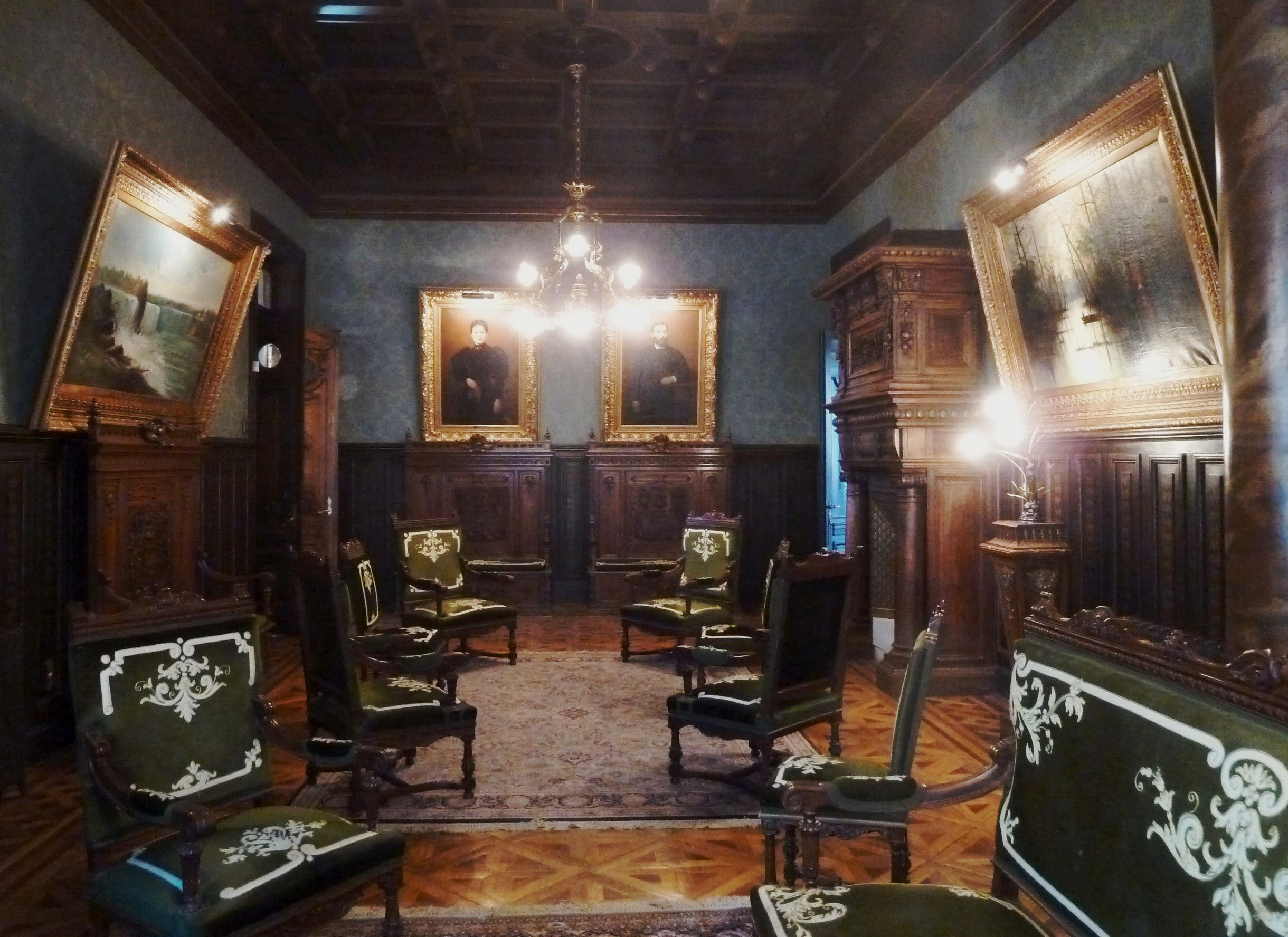
پالاسیو سارا براون، داخلی

توسعه جامعه صنعت گوسفند در پاتاگونیا باعث آوارگی ساکنان اصلی آن سرزمین‌ها شد. ساختن حصارها موانعی را برای زندگی عشایری مردم سلکنام ایجاد کرد و گله‌های گوسفند منبع اصلی غذایی آنها، گواناکو را آواره کرد.   آنها که با گرسنگی روبرو شده بودند، شروع به سرقت احشام کردند. انجمن بهره‌برداری از دولت شیلی درخواست و اجازه گرفت تا جمعیت بومی را از منطقه خارج کند.   خوزه منندز، یکی از سهامداران شرکت،  و پدر زن مائوریسیو،  دستورات نابودی سلک نام را صادر کردند.  
در سال ۱۸۹۵، براون نوما مایر، معمار فرانسوی را استخدام کرد تا برای او در 716 Muñoz Gamero Plaza، در Magallanes، عمارتی بسازد. 
در سال ۱۹۰۱، براون با لئونسیو والنزوئلا کرسپو، دریادار عقب نیروی دریایی شیلی و عضو هیئت مدیره انجمن بهره‌برداری ازدواج کرد. این ازدواج موفقیت‌آمیز نبود و در سال ۱۹۲۹ لغو شد.  در سال ۱۹۰۵، جامعه بهره‌برداری به قلمرو همسایه در پاتاگونیا آرژانتین گسترش یافت. از طریق یک سری مذاکرات و خرید سرمایه گذاران کوچکتر در منطقه، تا سال ۱۹۱۰، براون و شرکایش حدود ۳٬۰۰۰٬۰۰۰ هکتار (۷٬۴۰۰٬۰۰۰ جریب فرنگی) زمین را کنترل کردند.  گسترش به آرژانتین باعث شد تا براون در سال ۱۹۱۴ مؤسسه Sociedad Anónima Ganadera y Comercial Sara Braun (شرکت بازرگانی دام و سارا براون) را تأسیس کند.  این انجمن به مدیریت Estancia Pecket Harbour (ایستگاه بندر Pecket) اختصاص داشت. 
در قرن بیست و یکم، کمیسیون حقیقت تاریخی در سال ۲۰۰۸ و بورس تحصیلی مرتبط، دخالت خانواده‌های براون و منندز را در نسل‌کشی مردم سلکانام کشف کرد و اعتبار قابل ستایش آنها را زیر سؤال برد.  

### کار بشردوستانه و خیرخواهانه
با وقایع انقلاب روسیه و جنگ جهانی اول، یک جنبش مترقی جدید بین‌المللی منجر به تمرکز کمتری بر گسترش تجارت و توجه بیشتر به مسائل اجتماعی، از جمله کیفیت زندگی کارگران شد. انجمن بهره‌برداری شروع به تهیه مسکن کرد، که در برخی موارد کارگران را قادر به زندگی در کنار خانواده‌های خود می‌کردند و برای تأمین سلامت نیروی کار و گرم شدن خانه‌هایشان کمک‌های غذایی و چوبی تهیه می‌کردند. 
براون درگیر کارهای خیریه مختلفی از جمله Asilo de Huérfanos de Punta Arenas (پناهگاه یتیم Punta Arenas)، صلیب سرخ شیلی، Gota de Leche (قطره شیر)، Liga de las Damas Católicas ، (لیگ کاتولیک‌ها) شد. خانمها)، و Sociedad de dolores de beneficencia (انجمن خیریه غمها).  او همچنین حامی شرکت آتش نشانان ششم بود،  زمینی را برای ساخت چندین مدرسه اهدا کرد و اهداکننده رواق در ورودی قبرستان Punta Arenas بود.  در 7 June 1930، براون یک شهروند طبیعی شیلی شد  و به وینا دل مار [./Sara_Braun#cite_note-FOOTNOTERegional_Museum_of_Magallanes2019d-9 [7]] نقل مکان کرد، جایی که در خیابان ولوارز زندگی می‌کرد. 
به رسمیت شناختن خیرخواهی براون، در سال ۱۹۳۶ وزارت آموزش عمومی به احترام وی Liceo de Niñas de Punta Arenas (لیسانس دختران Punta Arenas) را تغییر نام داد. دولت پیش از این مدرسه تجاری متصل به Colegio María Auxiliadora را به نام وی در سال ۱۹۱۹ تغییر نام داده بود. وی در سال ۱۹۴۵ توسط شهر پونتا آرناس به عنوان Benefactora Pública (خیرخواه عمومی)  آخرین حضور عمومی وی در Punta Arenas در سال ۱۹۴۸ بود، زمانی که وی ساختمانی برای صلیب سرخ به این شهر اهدا کرد. در آن زمان، او بیمار بود و برادرش مائوریسیو مجبور شد سخنرانی کند. در سالهای آخر زندگی، براون توسط خواهرزاده اش، فانی گازیتا، دختر فانی براون و آبراهام گازیتشا بریبا مراقبت می‌شد. پدرو پوکلپوویچ، یک سیاستمدار لیبرال که با خواهرزاده براون، دوریس ازدواج کرده بود، در آخرین سالهای زندگی خود امور مالی خود را اداره می‌کرد. 

## مرگ
براون در ۲۲ آوریل ۱۹۵۵ در خانه خود در ویچا دل مار درگذشت  در قربستان پونتا آرناس، که به‌طور رسمی به نام شهرداری سمنترا Cementerio شناخته می‌شود، به خاک سپرده شد.  از آنجا که او فرزندی نداشت، املاک خود را به برادرش خوان براون و خواهرزاده‌ها و خواهرزاده‌های خود وصیت کرد. خواهرزاده اش، فانی گازیتا، که در پایان زندگی از او مراقبت می‌کرد، مجری املاک شد، خانه ای در خیابان onlvarez را با تمام محتویاتش به ارث برد و متهم به ایجاد بنیادی با نام او برای ارائه موارد بالاتر شد. بورس تحصیلی دانش آموزان. 